# Comuna Daia Română, Alba
Daia Română (în maghiară, Oláhdálya, în germană, Dallendorf) este o comună în județul Alba, Transilvania, România, formată numai din satul de reședință cu același nume.

## Demografie
Componența etnică a comunei Daia Română
     Români (96,43%)
     Alte etnii (0,36%)
     Necunoscută (3,21%)
Componența confesională a comunei Daia Română
     Ortodocși (78,07%)
     Martori ai lui Iehova (5,6%)
     Greco-catolici (5,24%)
     Penticostali (4,59%)
     Alte religii (2,03%)
     Necunoscută (4,46%)
Conform recensământului efectuat în 2021, populația comunei Daia Română se ridică la 3.051 de locuitori, în creștere față de recensământul anterior din 2011, când fuseseră înregistrați 2.773 de locuitori. Majoritatea locuitorilor sunt români (96,43%), iar pentru 3,21% nu se cunoaște apartenența etnică. Din punct de vedere confesional, majoritatea locuitorilor sunt ortodocși (78,07%), cu minorități de martori ai lui Iehova (5,6%), greco-catolici (5,24%) și penticostali (4,59%), iar pentru 4,46% nu se cunoaște apartenența confesională.

## Politică și administrație
Comuna Daia Română este administrată de un primar și un consiliu local compus din 13 consilieri. Primarul, Visarion Hăprian[*], de la Partidul Național Liberal, este în funcție din 2008. Începând cu alegerile locale din 2024, consiliul local are următoarea componență pe partide politice:
|  | Partid                          | Consilieri | Componența Consiliului | Componența Consiliului | Componența Consiliului | Componența Consiliului | Componența Consiliului | Componența Consiliului | Componența Consiliului | Componența Consiliului | Componența Consiliului |
|  | ------------------------------- | ---------- | ---------------------- | ---------------------- | ---------------------- | ---------------------- | ---------------------- | ---------------------- | ---------------------- | ---------------------- | ---------------------- |
|  | Partidul Național Liberal       | 9          |                        |                        |                        |                        |                        |                        |                        |                        |                        |
|  | Partidul Social Democrat        | 2          |                        |                        |                        |                        |                        |                        |                        |                        |                        |
|  | Uniunea Salvați România         | 1          |                        |                        |                        |                        |                        |                        |                        |                        |                        |
|  | Alianța pentru Unirea Românilor | 1          |                        |                        |                        |                        |                        |                        |                        |                        |                        |

## Atracții turistice
- Biserica "Sfânta Treime", construcție secolul al XVII-lea
- Rezervația naturală "Râpa Roșie" (rezervație geologică)
- Monumentul Eroilor
- Sit arheologic (perioada La Tène)